# Xupu
Xupu (chiń. 溆浦县; pinyin: Xùpǔ Xiàn) – powiat w środkowych Chinach, w prowincji Hunan, w prefekturze miejskiej Huaihua. W 2000 roku liczył 798 983 mieszkańców.

## Historia
Powiat został utworzony za rządów zachodniej dynastii Han w 202 roku p.n.e. i nosił nazwę Yiling (义陵县). W 622 roku przemianowano go na Xupu.